# ポリュビオスの暗号表
ポリュビオスの暗号表（または ポリュビオスの換字表、Polybius square または、Polybius checkerboard）は、古代ギリシアの歴史家、ポリュビオスによって発明された換字式暗号の一種である。

## 暗号化
最初に行われた文字がギリシア文字であったが、どんな文字にも転用可能である。例えば、アルファベット（以後、ラテン文字を指す）で見れば、
|   | 1 | 2 | 3 | 4   | 5 |
| - | - | - | - | --- | - |
| 1 | A | B | C | D   | E |
| 2 | F | G | H | I,J | K |
| 3 | L | M | N | O   | P |
| 4 | Q | R | S | T   | U |
| 5 | V | W | X | Y   | Z |

の、表を使い、例えば「AND」を暗号化するときは「11 33 14」とする。5×5の升に入っていることから「square（正方形）」と付いているが、アルファベットでは、26文字であり、上の表においてもJが抜けている。このときは、暗号「24」をIとJのどちらかとし、文脈に拠る。しかし、これを避けて、6×5、5×6に拡張する場合もある。このような問題は、（発明者であるポリュビオスが使っていた）ギリシア文字は24文字であった点に起因する。なお、IとJを重ねて1つの升に入れる考え方は、例えばプレイフェア暗号でも使われている。
行や列を増やせば文字数の多い言語にも対応可能であり、アルファベット以外でも成り立つ。日本の「忍びいろは」や「字変四八」は、同様の暗号の例である。これらはポリュビオスとは別に、1000年以上後になって独自に発明された。

## 安全性
Aを11に変えるという作業は、単一換字式暗号と理論上は同じであるため（暗号化後が数字かアルファベットかの違い）、頻度分析で容易に解読することが出来る。しかし、その可塑性という面で、例えばADFGVX暗号では第一段階として使われている。つまり単体でみれば、平文を晒すことと同義のような暗号だが、様々な暗号に復号しやすいといったメリットにおいて、ある暗号方式の「一部」とすれば、現代でも使える技術である。

## 登場する作品
（発表年順）
- 江戸川乱歩著『黒手組』初出:「新青年」1925年（大正14年）3月

五十音順。厳密に言えば他の暗号方法も混ざっている。頻度分析を使わずに解読するために工夫が施されている。乱歩曰く「暗号がただむずかしいばかりで、味もそっけもない。」（桃源社版『江戸川乱歩全集』の「あとがき」）
- 江戸川乱歩著『算盤が恋を語る話』初出:「写真報知」1925年（大正14年）3月15日
- ジャッカ―電撃隊『第30話 死を呼ぶ暗号！猛毒コブラツイスト』1977年（昭和52年）11月
- PSYCHO-PASS サイコパス 3 『第1話 ライラプスの召命』2019年 (令和元年)10月

五十音順。